# Mareth

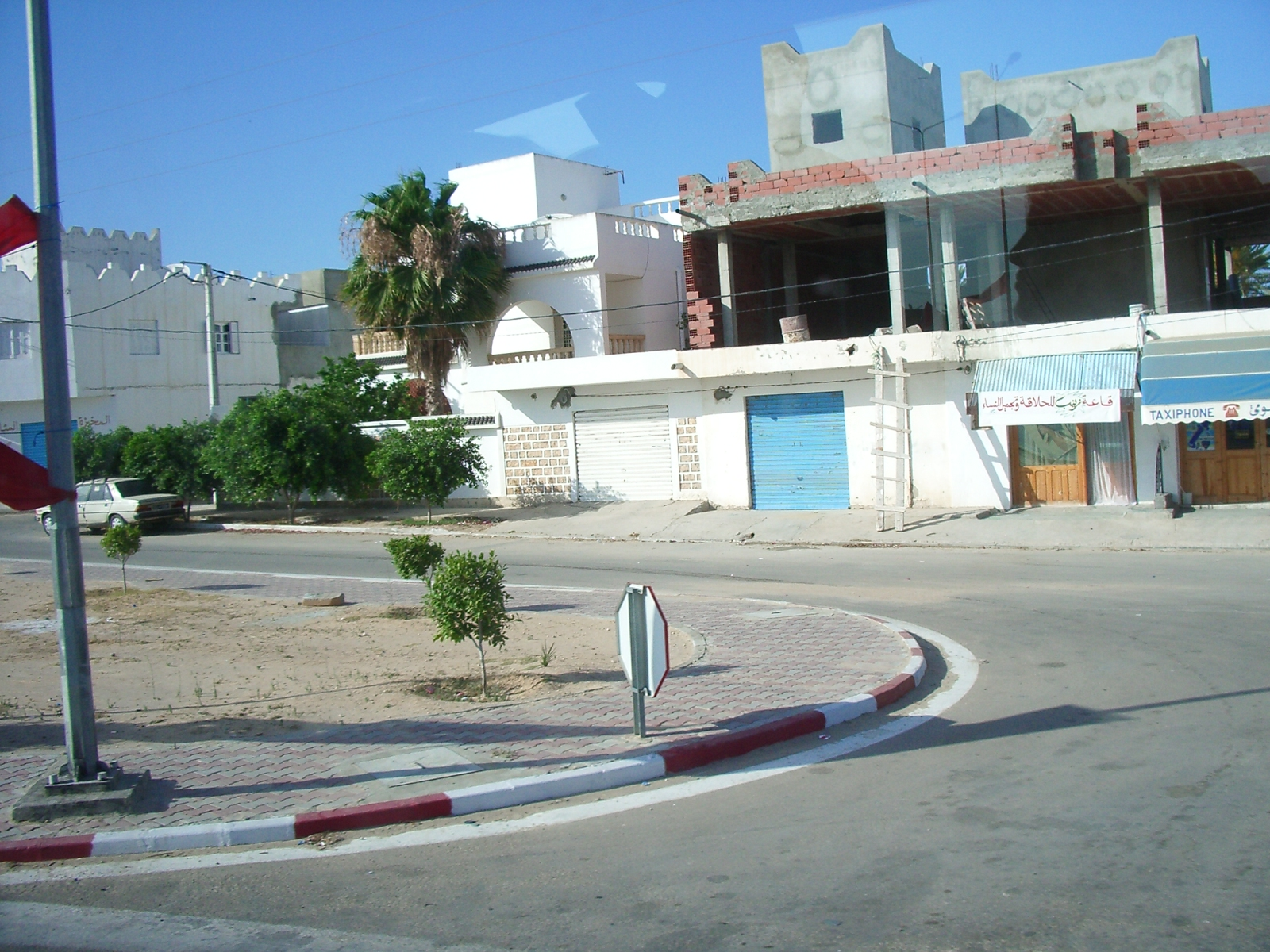
Carrer de Mareth

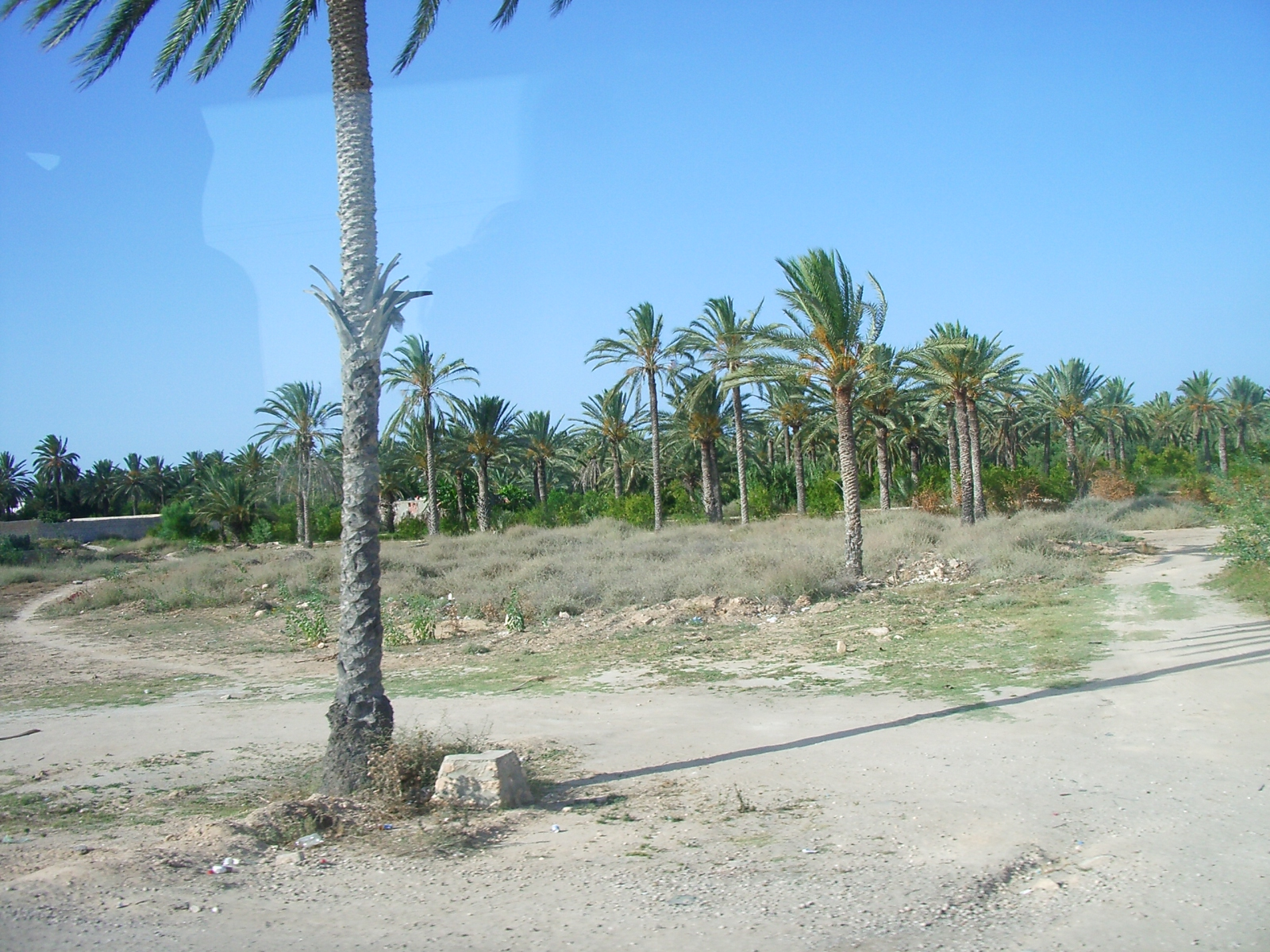
Oasi

Mareth (àrab: مَارِث, Māriṯ) és una ciutat de Tunísia, situada uns 28 km al sud de Gabès, a la governació de Gabès. La municipalitat té 10.923 habitants. La zona és un oasi i té sortida al mar pel port de Zorrat, situat a l'est. És capçalera d'una delegació amb 60.870 habitants.

## Patrimoni
Passant per la carretera que porta a Gabès es poden veure les fortificacions aixecades pel francesos el 1936, conegudes com a línia Mareth, formada principalment per búnquers, que fou objecte d'una batalla entre aliats i alemanys el març del 1943.

## Economia
L'economia és principalment agrícola.

## Administració
És el centre de la delegació o mutamadiyya homònima, amb codi geogràfic 51 60 (ISO 3166-2:TN-12), dividida en quinze sectors o imades:
- Mareth (51 60 51)
- Mareth Nord (51 60 52)
- Sidi Touati (51 60 53)
- Ez-Zerkine (51 60 54)
- Ayoun Ez-Zerkine (51 60 55)
- Ourafinine (51 60 56)
- Ezzarat (51 60 57)
- El Alaya (51 60 58)
- Arram (51 60 59)
- Ketana (51 60 60)
- Toujane (51 60 61)
- Zemarten (51 60 62)
- Zerig El Ghandri (51 60 63)
- Aïn Tounine (51 60 64)
- Dekhilet Toujane (51 60 65)

Al mateix temps, forma una municipalitat o baladiyya (codi geogràfic 51 19).